# 变异碘泡虫
变异碘泡虫（学名：Myxobolus mutabilus）为碘泡科碘泡虫属的动物。在中国，分布于广东等，营寄生生活，寄生在斑鳢的肠。